# Tim Kempton
Tim Kempton, né le 25 janvier 1964 à New York, est un joueur américain de basket-ball.

## Biographie

### Ses débuts aux États-Unis (19??-1987)
Tim Kempton joue durant sa jeunesse dans le lycée de St. Dominic. Sa dernière saison en lycée (1981-1982) lui vaut une participation au Mc Donald’s All American Game, parmi les meilleurs jeunes des États-Unis.En 1982, il rentre en NCAA sous le maillot de l'université de Notre Dame. Kempton y reste jusqu'en 1986. Ce dernier affiche environ 5 rebonds et 7 points durant ses années universitaires. Après la fin de sa carrière universitaire, il est drafté au 6e tour en tant que 124e choix par les Clippers de Los Angeles (NBA). Kempton doit faire ses preuves en NBA. Malheureusement, il ne produit que 4,4 points, 2,9 rebonds en 14,2 minutes en moyenne avec les Clippers lors de sa première saison. C'est beaucoup trop peu pour être conservé dans la plus forte ligue du monde.

### L'infatigable voyageur (1987-2001)
Le grand pivot blanc doit alors s'exiler en Italie, à Naples, l'instant d'une seul saison. Son niveau impressionne partout où il passe. Kempton montre qu'il est scoreur en plantant en moyenne (en championnat) 19,2 points par matchs mais aussi captant plus de 9 rebonds par matchs. Tim Kempton n'a qu'un seul objectif, revenir en NBA.
En 1988, il revient en NBA, en tant que Free-agent mais cette fois-ci chez les Hornets de la Nouvelle-Orléans. Puis la saison suivante, il joue sous le maillot des Nuggets de Denver à la suite d'un échange entre Charlotte et Denver. Tim Kempton joue très peu mais il intéresse toujours les clubs du spaghetti circuit. C'est finalement Vérone (Ligue 2) qui gagne la mise. Kempton reste deux saisons et il remporte avec Vérone la Ligue 2 Italienne et la coupe d'Italie (saison 1990-1991), un fait unique dans l'Histoire de la compétition (première équipe de deuxième division Italienne remporte une coupe d'Italie). Il connaît lors de sa deuxième saison avec Vérone la coupe Saporta. Ses statistiques sont encore une fois de très bonne facture en Italie. Lors de sa dernière saison avec Vérone, il tourne pratiquement à 10 rebonds et à plus de 16 points par matchs.
Toutefois, Kempton est attirer par la NBA. Il signe chez les Suns de Phoenix lors de la saison 1992-1993 où il ne joue pas énormément. La saison suivante (1993-1994), il retourne à Charlotte. Sans succès, Kempton tente sa chance de l'autre côté de l'Atlantique et revient en Italie, au Teorematour Milan et participe à l'ULEB All-Star Game à Valence (1994). Finalement, il termine sa saison 1993-1994, aux États-Unis, chez les Cavaliers de Cleveland.
Avant le 6 octobre, Tim Kempton est sans club. Le CSP Limoges fait appel à ses services pour remplacer Robert Lock. Il est déjà réputé pour être un travailleur acharné. Le pivot de 2,08 m devient rapidement l'une des attractions de la Pro A. Sous les ordres de Božidar Maljković, l'américain fait des ravages dans les raquettes. Avec le Cercle Saint-Pierre, Tim Kempton décroche la coupe Robert Busnel à Toulouse contre son rival de toujours, Pau-Orthez, grâce à un shoot de Jim Bilba, à 32 secondes du terme du match sur le score de 84 à 83. Enfin, Tim Kempton connaît un final-four d'Euroligue à Saragosse avec Limoges.
La saison 1995-1996 est encore une saison qui se ressemble pour le natif de New York. Tout d'abord, il revient en NBA sous le maillot des Hawks d'Atlanta puis il repart cette fois-ci en Espagne, à Gérone, pour remplacer à nouveau Robert Lock. La saison suivant, il fait trois nouveau club qui sont les 76ers de Philadelphie (NBA), puis les Spurs de San Antonio (NBA) et enfin Galatasaray Istanbul. À nouveau, lors de la saison 1997-1998, Tim Kempton s'engage dans quatre clubs différents : le Magic d'Orlando, les Raptors de Toronto (NBA), La Crosse Bobcats (CBA) et Valvi Girona.
Tim Kempton cherche de la stabilité pour la saison 1998-1999 et il reste à Gérone où il retrouve ses qualités de basketteur. En 1999, il joue pour le compte du club de CB León. Sa carrière de basketteur professionnel se conclut chez les Suns de Phoenix où il est coupé dès le 25 octobre 2000.

### Sa retraite sportive (2000-20??)
Tim Kempton est après sa retraite professionnelle, dans un premier temps conseiller technique pour l'université d'Arizona puis dans un second temps, il fait partie du staff technique du Mercury de Phoenix. Par ailleurs, depuis 2000, il est le consultant de la chaîne de télévision des Suns de Phoenix.

## Palmarès
- 1988-1989: Vainqueur de l’Open Mc Donald’s avec Denver
- 1990-1991: Champion de Ligue 2 italienne avec Vérone
- 1990-1991: Remporte la Coupe d'Italie avec Vérone
- 1994-1995: Remporte la Coupe de France avec Limoges
- 1994-1995: Participe au Final-Four de Saragosse, avec Limoges

## Distinctions personnelles
- 1998-1999: Élu une fois meilleur joueur de la semaine en Espagne

## All-Star Game
- 1981-1982: Participe au McDonald's All-American Games
- 1993-1994: Participe au ULEB All Star à Valence
- 1994-1995: Participe au LNB All Star à Pau

## Tournois prestigieux
- 1988-1989: Participe à l’Open McDonald’s à Rome